# Sankt Thomas Allé
Sankt Thomas Allé er en allé på Frederiksberg, mellem Sankt Thomas Plads (Frederiksberg Allé) og Gammel Kongevej.
Alléen er opkaldt efter landstedet St. Thomas, som tidligere lå i området, og fik sit navn den 26. januar 1905, kort tid efter at landstedet var revet ned for at give plads for en stor etageejendom. Alléens navn deler således oprindelse med andre veje i nærheden såsom Forhåbningsholms Allé og Svanholmsvej, som også har navn efter de landsteder, der tidligere udgjorde områdets eneste bebyggelse.
I en kort periode inden 1905 bar den ret nyanlagte Allé navnet Hornemans Allé, opkaldt efter musikhandler og musikforlægger J.O.E. Horneman, som købte ejendommen Alléenlyst (den senere St. Thomas) i 1851. På Alléenlysts jorder anlagde han i 1857 forlystelsesparken Alhambra sammen med Tivolis stifter Georg Carstensen, som dog døde før åbningen. Alhambra eksisterede i ca. 10 år, og var beliggende på strækningen Frederiksberg Allé 34-40, hvor man i dag finder Hauchsvej og Alhambravej.
Den konkrete årsag til , at kommunen ændrede alléens navn fra Hornemans Allé til Sankt Thomas Allé var, at man ønskede at undgå forveksling med Hornemansgade på Østerbro.
55°40′27.84″N 12°32′50.04″Ø / 55.6744000°N 12.5472333°Ø